# Big 12 Conference
A Big 12 Conference (Conferência dos Doze Grandes, em português) é uma conferência da I Divisão da NCAA. Fundada em 25 de fevereiro de 1994, embora as competições tenham começado oficialmente em 31 de agosto de 1996.
A Big 12 foi fundada com 12 equipes do sudoeste e do centro-oeste estadunidense. 8 universidades da antiga conferência: Big Eight Conference e mais 4 universidades (Texas, Texas Tech, Texas A&M e Baylor) provenientes da Southwest Conference. Com o passar do tempo, quatro equipes abandonaram a conferência entre 2011 e 2012 e mais duas ingressaram na conferência, deixando a conferência com 10 times, embora o seu nome oficial ainda seja Big 12, visto que já existe uma conferência chamada Big 10. Por este motivo, de 2011 até 2016 não se disputou uma partido de final de conferência no futebol americano, visto que a NCAA proibia conferências com menos de 12 membros de ter uma final de conferência. Esta regra foi extinta para a temporada de 2017, quando se retomou a final de conferência da Big 12 no futebol americano. Desde a temporada de 2014, o campeão de conferência do futebol americano disputa o Sugar Bowl, contra o campeão da Southeastern Conference, desde que este não seja semifinal do College Football Playoff (CFP) ou caso algum time da Big 12 se classifique para as semifinais do CFP, o vice-campeão é selecionado para disputar o Sugar Bowl em seu lugar.
Os esportes praticados nesta conferência são: basebol, basquetebol, hipismo, futebol americano, Cross country, ginástica, golfe, futebol, lacrosse, remo, softbol, natação e Saltos ornamentais, atletismo, voleibol, voleibol de praia e Wrestling.

## Membros
| Logo | Instituição                                      | Localização                    | Equipe       | Tipo    | Ano de filiação |
| ---- | ------------------------------------------------ | ------------------------------ | ------------ | ------- | --------------- |
|      | Universidade do Arizona                          | Tucson, Arizona                | Wildcats     | Pública | 2024            |
|      | Universidade do Estado do Arizona                | Tempe, Arizona                 | Sun Devils   | Pública | 2024            |
|      | Universidade Baylor                              | Waco, Texas                    | Bears        | Privada | 1996            |
|      | Universidade Brigham Young                       | Provo, Utah                    | Cougars      | Privada | 2023            |
|      | Universidade de Cincinnati                       | Cincinnati, Ohio               | Bearcats     | Pública | 2023            |
|      | Universidade do Colorado em Boulder (Colorado)   | Boulder, Colorado              | Buffaloes    | Pública | 1996 2024       |
|      | Universidade de Houston                          | Houston, Texas                 | Cougars      | Pública | 2023            |
|      | Universidade Estadual de Iowa                    | Ames, Iowa                     | Cyclones     | Pública | 1996            |
|      | Universidade do Kansas                           | Lawrence, Kansas               | Jayhawks     | Pública | 1996            |
|      | Universidade Estadual do Kansas                  | Manhattan, Kansas              | Wildcats     | Pública | 1996            |
|      | Universidade Estadual de Oklahoma                | Stillwater, Oklahoma           | Cowboys      | Pública | 1996            |
|      | Universidade Cristã do Texas (TCU)               | Fort Worth, Texas              | Horned Frogs | Privada | 2012            |
|      | Universidade de Tecnologia do Texas (Texas Tech) | Lubbock, Texas                 | Red Raiders  | Pública | 1996            |
|      | Universidade da Flórida Central (UCF)            | Orlando, Flórida               | Knights      | Pública | 2023            |
|      | Universidade de Utah                             | Salt Lake City, Utah           | Utes         | Pública | 2024            |
|      | Universidade da Virgínia Ocidental               | Morgantown, Virgínia Ocidental | Mountaineers | Pública | 2012            |

- Colorado deixou a Big 12 em 2011, mas retornou em 2024.

### Membros Asociados
| Instituição                                                  | Localização                | Equipe           | Tipo            | Membro desde | Esporte            | Conferência Primária         |
| ------------------------------------------------------------ | -------------------------- | ---------------- | --------------- | ------------ | ------------------ | ---------------------------- |
| Academia da Força Aérea dos Estados Unidos (Air Force)       | Colorado Springs, Colorado | Falcons          | Federal Militar | 2015         | Wrestling          | Mountain West Conference     |
| Universidade Batista da Califórnia                           | Riverside, Califórnia      | Lancers          | Privada         | 2022         | Wrestling          | Western Athletic Conference  |
| Universidade de Denver                                       | Denver, Colorado           | Pioneers         | Privada         | 2015         | Ginástica feminina | The Summit League            |
| Universidade da Flórida                                      | Gainesville, Flórida       | Gators           | Pública         | 2024         | Lacrosse feminino  | Southeastern Conference      |
| Universidade Estadual da Califórnia em Fresno (Fresno State) | Fresno, California         | Bulldogs         | Pública         | 2019         | Hipismo            | Mountain West Conference     |
| Universidade do Missouri                                     | Columbia, Missouri         | Tigers           | Pública         | 2021         | Wrestling          | Southeastern Conference      |
| Universidade Estadual da Dakota do Norte                     | Fargo, Dakota do Norte     | Bison            | Pública         | 2015         | Wrestling          | The Summit League            |
| Universidade do Norte do Colorado                            | Greeley, Colorado          | Bears            | Pública         | 2015         | Wrestling          | Big Sky Conference           |
| Universidade do Norte de Iowa                                | Cedar Falls, Iowa          | Panthers         | Pública         | 2017         | Wrestling          | Missouri Valley Conference   |
| Universidade de Oklahoma                                     | Norman, Oklahoma           | Sooners          | Pública         | 2024         | Wrestling          | Southeastern Conference      |
| Universidade Old Dominion                                    | Norfolk, Virgínia          | Monarchs         | Pública         | 2024         | Remo feminino      | Sun Belt Conference          |
| Universidade Estadual de San Diego                           | San Diego, Califórnia      | Aztecs           | Pública         | 2024         | Lacrosse feminino  | Mountain West Conference     |
| Universidade Estadual da Dakota do Sul                       | Brookings, Dakota do Sul   | Jackrabbits      | Pública         | 2015         | Wrestling          | The Summit League            |
| Universidade de Tulsa                                        | Tulsa, Oklahoma            | Golden Hurricane | Privada         | 2024         | Remo feminino      | American Athletic Conference |
| Universidade da Califórnia em Davis (UC Davis)               | Davis, Califórnia          | Aggies           | Pública         | 2024         | Lacrosse feminino  | Big West Conference          |
| Universidade de Utah Valley                                  | Orem, Utah                 | Wolverines       | Pública         | 2015         | Wrestling          | Western Athletic Conference  |
| Universidade do Wyoming                                      | Laramie, Wyoming           | Cowboys          | Pública         | 2015         | Wrestling          | Mountain West Conference     |

### Antigos membros
| Instituição                             | Localização            | Equipe      | Tipo    | Ano de filiação | Ano de saída            | Conferência atual       |
| --------------------------------------- | ---------------------- | ----------- | ------- | --------------- | ----------------------- | ----------------------- |
| Universidade do Missouri                | Columbia, Missouri     | Tigers      | Pública | 2012            | Southeastern Conference | Southeastern Conference |
| Universidade de Nebraska-Lincoln        | Lincoln, Nebraska      | Cornhuskers | Pública | 2011            | Big Ten Conference      | Big Ten Conference      |
| Universidade de Texas A&M               | College Station, Texas | Aggies      | Pública | 2012            | Southeastern Conference | Southeastern Conference |
| Universidade de Oklahoma                | Norman, Oklahoma       | Sooners     | Pública | 2024            | Southeastern Conference | Southeastern Conference |
| Universidade do Texas em Austin (Texas) | Austin, Texas          | Longhorns   | Pública | 2024            | Southeastern Conference | Southeastern Conference |

## Futebol americano
Os times da Big 12 disputam 9 jogos de conferência anualmente, visto que são 10 times e todos enfrentam todos em um jogo único na temporada regular. A final de conferência não entra nesta lista, portanto os times classificados para a final de conferência irão se enfrentar duas vezes naquele ano.

### Campeões da conferência no futebol americano
| Temporada | Equipe da Divisão Norte    | Placar | Equipe da Divisão Sul | Sede                                                  |
| --------- | -------------------------- | ------ | --------------------- | ----------------------------------------------------- |
| 1996      | (3) Nebraska Cornhuskers   | 27-37  | Texas Longhorns (NC)  | Trans World Dome, Saint Louis, (Missouri)             |
| 1997      | (2) Nebraska Cornhuskers   | 54-15  | Texas A&M Aggies (14) | Alamodome, San Antonio, (Texas)                       |
| 1998      | (2) Kansas State Wildcats  | 33-36  | Texas A&M Aggies (10) | Trans World Dome, Saint Louis, (Missouri)             |
| 1999      | (2) Nebraska Cornhuskers   | 22-6   | Texas Longhorns (12)  | Alamodome, San Antonio, (Texas)                       |
| 2000      | (8) Kansas State Wildcats  | 24-27  | Oklahoma Sooners (1)  | Arrowhead Stadium, Kansas City, (Missouri)            |
| 2001      | (9) Colorado Buffaloes     | 39-37  | Texas Longhorns (3)   | Texas Stadium, Dallas, (Texas)                        |
| 2002      | (12) Colorado Buffaloes    | 7-29   | Oklahoma Sooners (8)  | Reliant Stadium, Houston, (Texas)                     |
| 2003      | (15) Kansas State Wildcats | 35-7   | Oklahoma Sooners (1)  | Arrowhead Stadium, Kansas City, (Missouri)            |
| 2004      | (NC) Colorado Buffaloes    | 3-42   | Oklahoma Sooners (2)  | Arrowhead Stadium, Kansas City, (Missouri)            |
| 2005      | (NC) Colorado Buffaloes    | 3-70   | Texas Longhorns (2)   | Reliant Stadium, Houston, (Texas)                     |
| 2006      | (19) Nebraska Cornhuskers  | 7-21   | Oklahoma Sooners (8)  | Arrowhead Stadium, Kansas City (Missouri), (Missouri) |
| 2007      | (1) Missouri Tigers        | 17-38  | Oklahoma Sooners (9)  | Alamodome, San Antonio, (Texas)                       |
| 2008      | (19) Missouri Tigers       | 21-62  | Oklahoma Sooners (4)  | Arrowhead Stadium, Kansas City, (Missouri)            |
| 2009      | (21) Nebraska Cornhuskers  | 12-13  | Texas Longhorns (3)   | Cowboys Stadium, Arlington, (Texas)                   |
| 2010      | (13) Nebraska Cornhuskers  | 20-23  | Oklahoma Sooners (10) | Cowboys Stadium, Arlington, (Texas)                   |

- 2011: Oklahoma State Cowboys
- 2012: Kansas State Wildcats e Oklahoma Sooners
- 2013: Baylor Bears
- 2014: Baylor Bears e TCU Horned Frogs
- 2015: Oklahoma Sooners
- 2016: Oklahoma Sooners

| Temporada | Cabeça de Chave nº 1    | Placar | Cabeça de Chave nº 2  | Sede                             |
| --------- | ----------------------- | ------ | --------------------- | -------------------------------- |
| 2017      | (3) Oklahoma Sooners    | 41-17  | TCU Horned Frogs (11) | AT&T Stadium, Arlington, (Texas) |
| 2018      | (5) Oklahoma Sooners    | 39-27  | Texas Longhorns (14)  | AT&T Stadium, Arlington, (Texas) |
| 2019      | (6) Oklahoma Sooners    | 30-23  | Baylor Bears (7)      | AT&T Stadium, Arlington, (Texas) |
| 2020      | (6) Iowa State Cyclones | 21-27  | Oklahoma Sooners (8)  | AT&T Stadium, Arlington, (Texas) |

#### Títulos por equipe
| Equipe                | Universidade                         | Títulos da Conferência Big 12 |
| --------------------- | ------------------------------------ | ----------------------------- |
| Oklahoma Sooners      | Universidade de Oklahoma             | 14†                           |
| Texas Longhorns       | Universidade do Texas em Austin      | 3                             |
| Baylor Bears          | Universidade Baylor                  | 2†                            |
| Kansas State Wildcats | Universidade Estadual do Kansas      | 2†                            |
| Nebraska Cornhuskers  | Universidade de Nebraska-Lincoln*    | 2                             |
| TCU Horned Frogs      | Universidade Cristã do Texas         | 1†                            |
| Colorado Buffaloes    | Universidade do Colorado em Boulder* | 1                             |
| Texas A&M Aggies      | Universidade de Texas A&M*           | 1                             |

Notas:

† - Co-campeões (Kansas State e Oklahoma terminaram empatados e ambos foram declarados co-campeões de 2012. Já em 2014, Baylor e TCU terminaram empatados e ambos foram declarados co-campeões de 2014)

(*) Nebraska, Colorado e Texas A&M não fazem mais parte da Big 12 Conference.

## Basquetebol masculino

### Campeões da Temporada Regular da Big 12
| - 1996-97 : Kansas Jayhawks - 1997-98 : Kansas Jayhawks - 1998-99 : Texas Longhorns - 1999-00 : Iowa State Cyclones - 2000-01 : Iowa State Cyclones - 2001-02 : Kansas Jayhawks - 2002-03 : Kansas Jayhawks - 2003-04 : Oklahoma State Cowboys - 2004-05 : Oklahoma Sooners/Kansas Jayhawks - 2005-06 : Texas Longhorns/Kansas Jayhawks - 2006-07 : Kansas Jayhawks - 2007-08 : Texas Longhorns/Kansas Jayhawks - 2008-09 : Kansas Jayhawks - 2009-10 : Kansas Jayhawks - 2010-11 : Kansas Jayhawks - 2011-12 : Kansas Jayhawks - 2012-13 : Kansas Jayhawks/Kansas State Wildcats - 2013-14 : Kansas Jayhawks - 2014-15 : Kansas Jayhawks - 2015-16 : Kansas Jayhawks - 2016-17 : Kansas Jayhawks - 2017-18 : Kansas Jayhawks - 2018-19 : Kansas State Wildcats/Texas Tech Red Raiders |

#### Títulos por equipe
| Equipe                 | Universidade                        | Títulos da Temporada Regular da Conferência Big 12 |
| ---------------------- | ----------------------------------- | -------------------------------------------------- |
| Kansas Jayhawks        | Universidade do Kansas              | 18                                                 |
| Texas Longhorns        | Universidade do Texas em Austin     | 3                                                  |
| Kansas State Wildcats  | Universidade Estadual do Kansas     | 2                                                  |
| Iowa State Cyclones    | Universidade Estadual de Iowa       | 2                                                  |
| Oklahoma Sooners       | Universidade de Oklahoma            | 1                                                  |
| Oklahoma State Cowboys | Universidade Estadual de Oklahoma   | 1                                                  |
| Texas Tech Red Raiders | Universidade de Tecnologia do Texas | 1                                                  |

### Campeões do Torneio final da Big 12
Nota: A Conferência Big 12 disputa um torneio final de eliminação simples após a temporada regular, para definir um campeão.
| Temporada | Campeão                | Resultado | Vice-Campeão               | Sede                                     |
| --------- | ---------------------- | --------- | -------------------------- | ---------------------------------------- |
| 1996-1997 | Kansas Jayhawks        | 87-60     | Missouri Tigers            | Kemper Arena, Kansas City, (Missouri)    |
| 1997-1998 | Kansas Jayhawks        | 72-58     | Oklahoma Sooners           | Kemper Arena, Kansas City, (Missouri)    |
| 1998-1999 | Kansas Jayhawks        | 53-37     | Oklahoma State Cowboys     | Kemper Arena, Kansas City, (Missouri)    |
| 1999-2000 | Iowa State Cyclones    | 70-58     | Oklahoma Sooners           | Kemper Arena, Kansas City, (Missouri)    |
| 2000-2001 | Oklahoma Sooners       | 54-55     | Texas Longhorns            | Kemper Arena, Kansas City, (Missouri)    |
| 2001-2002 | Oklahoma Sooners       | 64-55     | Kansas Jayhawks            | Kemper Arena, Kansas City, (Missouri)    |
| 2002-2003 | Oklahoma Sooners       | 49-47     | Missouri Tigers            | American Airlines Center, Dallas (Texas) |
| 2003-2004 | Oklahoma State Cowboys | 65-49     | Texas Longhorns            | American Airlines Center, Dallas (Texas) |
| 2004-2005 | Oklahoma State Cowboys | 72-68     | Texas Tech Red Raiders     | Kemper Arena, Kansas City, (Missouri)    |
| 2005-2006 | Kansas Jayhawks        | 80-68     | Texas Longhorns            | American Airlines Center, Dallas (Texas) |
| 2006-2007 | Kansas Jayhawks        | 88-84     | Texas Longhorns            | Ford Center, Oklahoma City (Oklahoma)    |
| 2007-2008 | Kansas Jayhawks        | 84-74     | Texas Longhorns            | Sprint Center, Kansas City, (Missouri)   |
| 2008-2009 | Missouri Tigers        | 73-60     | Baylor Bears               | Ford Center, Oklahoma City (Oklahoma)    |
| 2009-2010 | Kansas Jayhawks        | 72-64     | Kansas State Wildcats      | Sprint Center, Kansas City, (Missouri)   |
| 2010-2011 | Kansas Jayhawks        | 85-73     | Texas Longhorns            | Sprint Center, Kansas City, (Missouri)   |
| 2011-2012 | Missouri Tigers        | 90-75     | Baylor Bears               | Sprint Center, Kansas City, (Missouri)   |
| 2012-2013 | Kansas Jayhawks        | 70-64     | Kansas State Wildcats      | Sprint Center, Kansas City, (Missouri)   |
| 2013-2014 | Iowa State Cyclones    | 74-65     | Baylor Bears               | Sprint Center, Kansas City, (Missouri)   |
| 2014-2015 | Iowa State Cyclones    | 70-66     | Kansas Jayhawks            | Sprint Center, Kansas City, (Missouri)   |
| 2015-2016 | Kansas Jayhawks        | 81-71     | West Virginia Mountaineers | Sprint Center, Kansas City, (Missouri)   |
| 2016-2017 | Iowa State Cyclones    | 80-74     | West Virginia Mountaineers | Sprint Center, Kansas City, (Missouri)   |
| 2017-2018 | Kansas Jayhawks        | 81-70     | West Virginia Mountaineers | Sprint Center, Kansas City, (Missouri)   |
| 2018-2019 | Iowa State Cyclones    | 78-66     | Kansas Jayhawks            | Sprint Center, Kansas City, (Missouri)   |

#### Títulos por equipe
| Equipe                 | Universidade                      | Títulos do Torneio final da Conferência Big 12 |
| ---------------------- | --------------------------------- | ---------------------------------------------- |
| Kansas Jayhawks        | Universidade do Kansas            | 11                                             |
| Iowa State Cyclones    | Universidade Estadual de Iowa     | 5                                              |
| Oklahoma Sooners       | Universidade de Oklahoma          | 3                                              |
| Oklahoma State Cowboys | Universidade Estadual de Oklahoma | 2                                              |
| Missouri Tigers        | Universidade do Missouri*         | 2                                              |

Notas:

(*) Missouri não faz mais parte da Big 12 Conference.